# عملية متساوية الاعتلاج

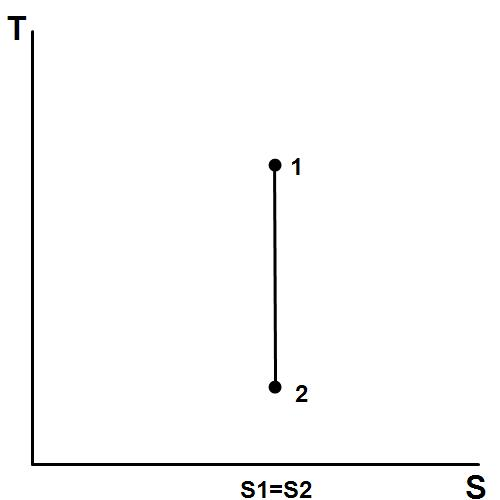

عملية متساوية الإنتروبية  في التحريك الحراري عملية ترموديناميكية تبقى خلالها إنتروبيا النظام متساوية من أول العملية إلى آخرها .
نجري في الديناميكا الحرارية أحيانا تغيير حالة غاز خلال عملية لا يتغير معها إنتروبية الغاز ، وتسمى تلك العملية عملية متساوية الإنتروبية أو عملية الإنتروبيا الثابتة. مثل تلك العملية هي العملية الكظومة العكوسية وفيها يكون إنتروبية النظام ثابتة ، ولكن هذا لا ينطبق على عكس العملية ، أي عندما نجرى العملية من النهاية إلى أولها .
ويوصف تغير حالة نظام من غاز مثالي تجرى عليه عملية تكون فيها الإنتروبية ثابتة بالمعادلات التالية :
{\displaystyle p(v)=p_{0}\cdot {\left({\frac {v_{0}}{v}}\right)^{\kappa }},}
{\displaystyle T(v)=T_{0}\cdot {\left({\frac {v_{0}}{v}}\right)^{\kappa -1}},}
{\displaystyle T(p)=T_{0}\cdot {\left({\frac {p}{p_{0}}}\right)^{\frac {\kappa -1}{\kappa }}}}
حيث:
v = الحجم النوعي ( حجم 1 مول من الغاز في الظروف الطبيعية).
p = الضغط,
T = درجة الحرارة المطلقة,
{\displaystyle \kappa } = معامل ثبات الإنتروبية.
ويمثل المؤشر 0 الحالة الابتدائية ، وتشكل الرموز بدون مؤشر قيم المتغيرات .
ونظرا لأن الإنتروبيا تتناسب تناسبا طرديا مع درجة الحرارة الكامنة ، يمكن تمثيل العملية متساوية الإنتروبية بخطوط بيانية تتساوى في كل منهم درجة الحرارة الكامنة .
يوصف سريان غاز أو سائل بأنه عملية متساوية الإنتروبية عندما ينعدم فيه الاحتكاك ، ويكون النظام مكونا من جزيئات مادية .
فإذا رمزنا للإنتروبيا S ، والزمن t ، تنطبق على العملية المتساوية الإنتروبية العلاقة:
{\displaystyle {\frac {\mathrm {d} S}{\mathrm {d} t}}=0}